# Kai Wessel (Regisseur)

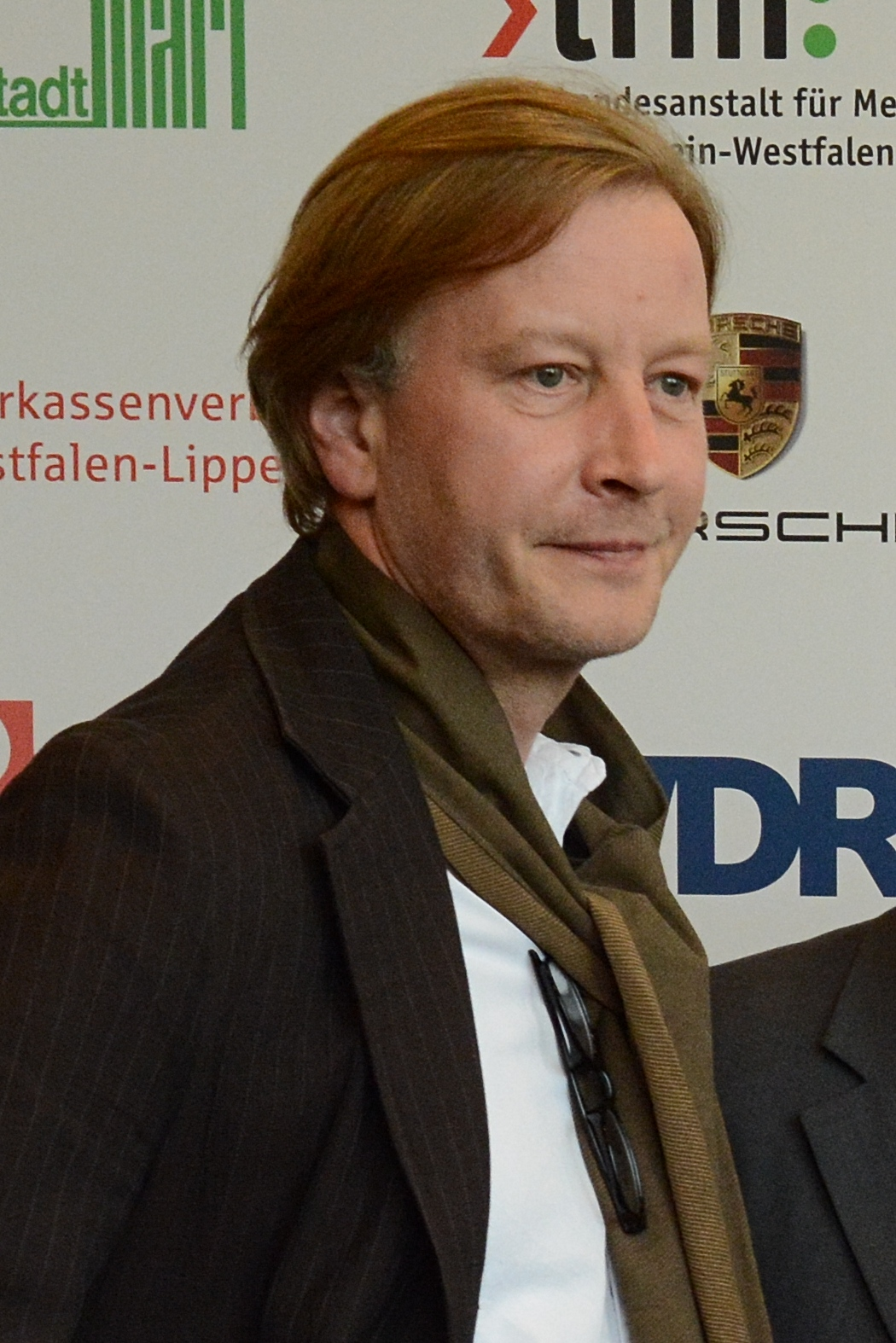
Kai Wessel 2014

Kai Wessel (* 19. September 1961 in Hamburg) ist ein deutscher Film- und Fernsehregisseur.

## Leben
Nach seiner Ausbildung fing Wessel zunächst als Regieassistent mit seiner beruflichen Tätigkeit an. Die Hamburger Wochenschauen begründeten 1983 seine Dreharbeiten für das Kino.
Mit dem Spielfilm Martha Jellnek, der 1988 für den Bundesfilmpreis nominiert worden war, wurde Kai Wessel einem breiteren Publikum bekannt. Weitere Kino-Produktionen waren Das Sommeralbum (1991) und Die Spur der Roten Fässer (1995). Zusätzlich führte er in einigen Folgen der TV-Krimireihen Peter Strohm, Alles außer Mord und Sperling für das Fernsehen Regie.
1999 leitete Wessel nach dem Drehbuch von Peter Steinbach die Dreharbeiten zur vielbeachteten 12-teiligen Fernsehserie Klemperer – Ein Leben in Deutschland. In dieser Reihe verfilmte er die Tagebücher des jüdischen Literaturprofessors Victor Klemperer (dargestellt von Matthias Habich), ein Zeugnis über den Alltag des jüdischen Intellektuellen während der Zeit des Nationalsozialismus und Dokument der zunehmenden Ausgrenzung und Verfolgung der Juden in der 12-jährigen NS-Diktatur, die in den Holocaust mündete.
Für den Fernsehfilm Mein Bruder, der Idiot über Menschen mit Behinderung erhielt Wessel zusammen mit Heike Richter-Karst und Beate Langmaack 2001 den Kasseler Bürgerpreis Das Glas der Vernunft. Sein Film Hat er Arbeit? wurde 2001 beim Filmfest München mit dem VFF TV-Movie Award als bester Fernsehfilm  ausgezeichnet und im Folgejahr unter anderem für den Adolf-Grimme-Preis nominiert. In den Kategorien Drehbuch (Beate Langmaack) und Kamera (Holly Fink) gewann er den Deutschen Fernsehpreis 2002, sowie in der Kategorie Fernsehen den Robert-Geisendörfer-Preis 2002. Im Jahr 2006 entstand das Drama Das Geheimnis im Moor mit Sebastian Blomberg und Anna Loos. Ebenfalls 2006 drehte Wessel den Zweiteiler Die Flucht für die ARD. Das Drama mit Maria Furtwängler in der Hauptrolle schildert die Erlebnisse einer ostpreußischen Gutsbesitzerin, die im Winter 1945 vor den anrückenden sowjetischen Truppen aus Ostpreußen flieht. Auf dem Sender arte ausgestrahlt, stellte der Film Die Flucht mit 2,4 Millionen Zuschauer einen Quotenrekord des Kulturkanals auf.
Mit Schauspielerin Heike Makatsch in der Hauptrolle nahm sich Kai Wessel der Verfilmung von Hildegard Knefs Autobiografie Der geschenkte Gaul an, die 2009 unter dem Titel Hilde in den Kinos startete. Für die Serie Zeit der Helden erhielt er den Grimme-Preis 2014. Mehrfach ausgezeichnet wurde der Fernsehfilm Mörderische Hitze aus der Reihe Spreewaldkrimi ebenso wie der Kinofilm Nebel im August.
Anfang der 2020er-Jahre arbeitete der Regisseur häufiger für das Theater, inszenierte für die Hamburger Kammerspiele Klassiker wie Draußen vor der Tür (2022) oder Hedda Gabler (2023).
Wessel ist Mitglied im Bundesverband Regie.

## Filmografie (Auswahl)
- 1988: Martha Jellneck, Kinofilm
- 1992: Das Sommeralbum, Kinofilm
- 1992: Geboren 1999
- 1996: Die Spur der roten Fässer, Kinofilm
- 1999: Klemperer – Ein Leben in Deutschland (TV-Serie)
- 1999: Sperling und die Tote aus Vilnius
- 2000: Mein Bruder, der Idiot
- 2001: Hat er Arbeit?
- 2002: Goebbels und Geduldig (TV-Film)
- 2002: Das Jahr der ersten Küsse, Kinofilm
- 2004: Polizeiruf 110: Dumm wie Brot
- 2004: Feuer in der Nacht (TV-Film)
- 2005: Bella Block: Die Frau des Teppichlegers
- 2006: Spreewaldkrimi – Das Geheimnis im Moor (Fernsehreihe)
- 2007: Die Flucht (TV-Film)
- 2008: Im Gehege
- 2009: Hilde, Kinofilm
- 2010: Alles Liebe (TV-Film)
- 2010: Es war einer von uns
- 2012: Mord in Ludwigslust (TV-Film)
- 2012: Lena Fauch und die Tochter des Amokläufers
- 2013: Zeit der Helden (TV-Serie)
- 2014: Spreewaldkrimi – Mörderische Hitze
- 2015: Frau Roggenschaubs Reise
- 2016: Nebel im August, Kinofilm
- 2017: Spreewaldkrimi – Zwischen Tod und Leben
- 2017: Aufbruch ins Ungewisse
- 2020: Die verlorene Tochter (6-teiliger Fernsehfilm)
- 2022: Tatort: Saras Geständnis
- 2022: Cicero – Zwei Leben, eine Bühne  Kinodokumentarfilm
- 2022: Ramstein – Das durchstoßene Herz (TV-Film)
- 2023: Tatort: Das geheime Leben unserer Kinder

## Auszeichnungen
- 1988: Bundesfilmpreisnominierung, 1. Preis Filmfest f. pol. Bildung Nürnberg, 1. Preis d. deutschen Filmkunsttheater für Martha Jellneck
- 1999: Goldener Jupiter, Zuschauerpreis für Klemperer – Ein Leben in Deutschland (TV-Serie)
- 2001: Kasseler Bürgerpreis, für Mein Bruder, der Idiot
- 2001: New York, Silver Medal for Best Directing für Goebbels und Geduldig
- 2001: VFF TV Movie Award, Filmfest München für Hat er Arbeit?
- 2002: Robert-Geisendörfer-Preis (Regie), Fernsehen: Hat er Arbeit?
- 2004: Grimme-Preis für Leben wäre schön
- 2007: Bambi für Die Flucht
- 2008: Diva Award für Die Flucht
- 2013: Deutscher Fernsehpreis und Regiepreis des Bundesverbandes Regie für Zeit der Helden
- 2014: Grimme-Preis für Zeit der Helden
- 2014: Regiepreis der Deutschen Akademie f. Fernsehen für Zeit der Helden
- 2015: Bayerischer Filmpreis in der Kategorie Regie für Nebel im August
- 2016: Friedenspreis des Deutschen Films – Die Brücke (Hauptpreis national) für Nebel im August
- 2016: Bester Film, Giffoni Film Festival, Nebel im August
- 2017: Deutscher Hörfilmpreis für Nebel im August
- 2017: Deutscher Regiepreis Metropolis –  Beste Regie Kinofilm für Nebel im August[4]
- 2020: Amnesty International Sonderpreis, Marler Medienpreis für Aufbruch ins Ungewisse
- 2025: Regiepreis Festival des deutschen Films